# Richard E. Packard

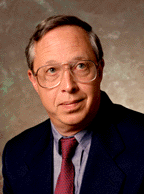
Richard Packard

Richard E. Packard (* 15. Oktober 1943 in Rochester (New York)) ist ein US-amerikanischer experimenteller Festkörperphysiker.
Packard studierte Physik an der State University of New York at Buffalo mit dem Bachelor-Abschluss 1964, an der University of Vermont mit dem Master-Abschluss 1966 und wurde an der University of Michigan mit der Promotion 1969. Danach war er an der University of California, Berkeley, an der er 1971 Assistant Professor und 1981 Professor wurde.
Packard befasst sich mit Physik kondensierter Materie (Festkörperphysik), experimenteller Tieftemperaturphysik, Quantenflüssigkeiten (supraflüssiges He 3 und 4) und Nanophysik. Unter anderem entwickelte er ein Superfluid Helium Gyroscope (SHEG), das wie SQUIDs bei Supraleitern auf quantenmechanischen Interferenzeffekten basiert. Es kann sehr kleine Änderungen des Rotationszustands des Behälters aufzeigen, dass das supraflüssige Helium enthält.
2005 erhielt er den Fritz London Memorial Prize. Den Fritz London Preis erhielt er „in Anerkennung seiner Untersuchungen von wichtigen makroskopischen Quanteneffekten in supraflüssigem Helium  auf der Ebene einzelner Quanten, einschließlich der Entdeckung einzelner quantisierter Wirbellinien, der Fotografie quantisierer Wirbel und dem Beweis der Quantisierung der Rotation in Helium 3, sowie für die Entwicklung von schwach gekoppelten Arrays sowohl in Helium 3 als auch in Helum 4 und die Entdeckung einer Vielfalt damit verbundener Phänomene einschließlich Quanteninterferenz“ (Laudatio).
1983 hielt er die Ehrenfest Vorlesung in Leiden. 1988 und 1997 war er Miller Professor in Berkeley. 1978/79 war er als Senior Fellow des Sciences Research Council in Großbritannien, 1983 Fulbright-Hayes Gastprofessor in Finnland und 1986 Gastwissenschaftler in Japan. Er war auch Gastprofessor in Padua. Packard ist Fellow der American Physical Society und der California Academy of Sciences.

## Schriften (Auswahl)
- mit S. Vitale: Principles of Superfluid Gyroscopes, Phys. Rev. B, Band 46, 1992, S. 3540
- mit R. W. Simmonds: Quantum interference of superfluid He-3, Nature, Band 412, 2001, S. 55